# Mirror
Mirror (česky zrcadlo) ve světě počítačů označuje průběžně aktualizovanou (zrcadlenou) kopii nějaké WWW stránky nebo úložiště dat.
Na internetu jsou nejrozšířenější mirrory FTP serverů; zejména FTP servery vysokých škol a velkých internetových poskytovatelů často mirrorují obsahy populárních zahraničních FTP serverů, aby jejich uživatelé data mohli stahovat lokálně v rámci sítě organizace a nezatěžovali obvykle kapacitně omezené zahraniční linky.
Občas se může pojem mirror plést s tzv. forkem. Například pokud někdo pravidelně stahuje aktuální verzi databáze otevřené encyklopedie Wikipedie a poskytuje k ní rozhraní na svých stránkách, provozuje mirror. Ovšem pokud pouze jednou databázi stáhl, zpřístupnil ji, ale umožnil do ní přispívat i ostatním a dále se jeho kopie databáze vyvíjí nezávisle, vytvořil fork.
Například existují kopie všech distribucí Linuxu na několika serverech na internetu. Tímto způsobem jsou data dostupná ke stažení na různých počítačích a zdroje jsou distribuovány při přístupu k datům s vysokým provozem. Například příslušné zrcadlové servery jsou synchronizovány s aktuálními daty ze zdroje každou noc ve 3 hodiny ráno (obvykle pomocí rsync).